# Billy Warlock
Billy Warlock (Gardena, California, 26 de marzo de 1961) es un actor estadounidense, más conocido por interpretar a Eddie Kramer en las dos primeras temporadas de Baywatch y de la película en 2003, también trabajó en Days of Our Lives y General Hospital.
Es hijo del actor y especialista de cine Richard Warlock y de Cathy Leming. Al igual que su menor hermano Lance (también dedicado al mundo del espectáculo en labores de actor, especialista y compositor), Billy siguió los pasos paternos y en 1978 comenzó a ejercer como doble de Robin Williams en la sitcom Mork y Mindy, donde conoció al director Garry Marshall.

## Filmografía
- 1981: Halloween II como Craig (as Bill Warlock)
- 1981: Lovely But Deadly como Boy on beach
- 1982: Happy Days como Flip Phillips [Papel: 1982-83]
- 1983: ABC Afterschool Special como Craig Foster (1 episodio)
- 1983: Six Pack como Duffy Akins
- 1983: Lottery! como Billy (1 episodio)
- 1984: Capitol como Ricky Driscoll [Papel: 1984-85]
- 1986: 21⁄2 Dads como Danny Selzer
- 1986: Days of Our Lives como Frankie Brady [Papel: 10 de marzo de 1986 a 21 de abril de 1988; 12 de septiembre de 1990 a 23 de julio de 1991; 27 de junio de 2005 a 24 de noviembre de 2006; Noviembre–diciembre de 2010]
- 1987: Rags to Riches como Tommy (1 episodio)
- 1987: Hotshot como Vinnie Fortino
- 1989: Class Cruise como Sam McBride
- 1989: 21 Jump Street como Ron Green (1 episodio)
- 1989: Society como Bill Whitney
- 1989: Swimsuit como Chris
- 1989: Baywatch como Eddie Kramer [1989–1992]
- 1995: Baywatch Nights como Eddie Kramer
- 1996: Panic in the Skies! como Flight Attendant Matt Eisenhauer
- 1997: General Hospital como A. J. Quartermaine [Papel: 13 de junio de 1997 – 11 de diciembre de 2003, 4–11 de febrero, 15 de marzo de 2005 - 26 de abril de 2005]
- 2003: Baywatch: Hawaiian Wedding como Eddie Kramer
- 2004: The Thing Below como Captain Jack Griffin
- 2007: The Young and the Restless como Ben Hollander [Papel: 7 de mayo de 2007 – 10 de enero de 2008]
- 2009: Hatchet Man como Jefe
- 2009: Damages como Undercover Customer #2 (1 episode)
- 2010: As the World Turns como Anthony Blackthorn [Papel: 6 de julio - 25 de agosto de 2010]
- 2010: One Life to Live como Ross Rayburn [Papel: 27 de agosto de 2010 – 8 de octubre de 2010]